# Jeferson Fernandes
Jeferson Oliveira Fernandes (Santo Ângelo, 18 de outubro de 1970) é um político e advogado brasileiro filiado ao Partido dos Trabalhadores (PT).

## Biografia

### Início de vida
Jeferson Oliveira Fernandes nasceu em Santo Ângelo, no interior do Rio Grande do Sul. Filho de Deniz e Dorvalina, mudou-se para São Luiz Gonzaga aos doze anos de idade. Desde cedo, demonstrou engajamento social e político, participando ativamente da Pastoral da Juventude e do movimento estudantil.

### Formação
Sua formação acadêmica inclui a graduação em Direito, complementada por especializações em Criminologia e Gestão Pública. Posteriormente, obteve o título de Mestre em Direitos Humanos, consolidando sua base teórica para a atuação legislativa e social.

## Carreira política
A trajetória política de Jeferson Fernandes teve início em 1996, quando foi candidato a vereador em Santa Rosa, ficando na suplência. Atuou por mais de 14 anos como assessor do deputado federal Elvino Bohn Gass (PT), período em que consolidou sua experiência na política institucional. Nas eleições de 2010, recebeu 37.279 votos, tornando-se suplente de deputado estadual.
Em 3 de fevereiro de 2011, durante a 53ª legislatura (2011 — 2015), assumiu como deputado estadual, ocupando a vaga de Luiz Fernando Mainardi, que havia se licenciado para exercer o cargo de secretário de Estado no governo de Tarso Genro. Nas eleições de 2014, foi eleito deputado estadual com 50.437 votos para a 54ª legislatura (2015 — 2019).
Conquistou seu terceiro mandato na Assembleia Legislativa nas eleições de 2018 com 49.809 votos e, nas eleições de 2022, garantiu seu quarto mandato com 60.280 votos, sendo o quarto mais votado de sua bancada.
Atualmente, desempenha o papel de líder do governo Lula na Assembleia Legislativa do Rio Grande do Sul.

## Atuação parlamentar e projetos de lei
Ao longo de sua atuação parlamentar, Jeferson Fernandes tem se dedicado a diversas pautas sociais e econômicas, com foco no desenvolvimento do Rio Grande do Sul e na defesa dos direitos da população. Entre suas principais áreas de atuação, destacam-se:
- Justiça Restaurativa: É autor do Projeto de Lei 7/2025, que visa instituir a Justiça Restaurativa como política pública no estado do Rio Grande do Sul, buscando a resolução de conflitos de forma mais humanizada e eficaz.[6]

- Prevenção à Violência Escolar: Apresentou o Projeto de Lei 219/2023, que propõe a criação de uma Política Estadual de Prevenção à Violência Escolar, com o objetivo de garantir um ambiente educacional seguro e acolhedor para estudantes e profissionais.[7]

- Zoneamento Ecológico-Econômico: Apresentou o Projeto de Lei 149/2011, que dispõe sobre o Zoneamento Ecológico-Econômico do Rio Grande do Sul, visando o desenvolvimento sustentável e a proteção ambiental do estado.[8]

- Saneamento Básico: Tem se posicionado ativamente em debates sobre o saneamento no estado, apontando a necessidade de melhorias e investimentos na área para garantir a qualidade de vida da população.[1]